# Sportclub Preußen 06 Münster 2008-2009
Questa voce raccoglie le informazioni riguardanti lo Sportclub Preußen 06 Münster nelle competizioni ufficiali della stagione 2008-2009.

## Stagione
Nella stagione 2008-2009 il Preussen Münster, allenato da Roger Schmidt, concluse il campionato di Regionalliga ovest al 4º posto. In Coppa di Germania il Preussen Münster fu eliminato al primo turno dal Bochum.

## Rosa
| N. |                     | Ruolo | Calciatore       |
| -- | ------------------- | ----- | ---------------- |
| 1  | Germania (bandiera) | P     | Michael Joswig   |
| 2  | Germania (bandiera) | D     | Lars Remmert     |
| 4  | Turchia (bandiera)  | D     | Orhan Özkara     |
| 5  | Germania (bandiera) | D     | Guerino Capretti |
| 6  | Germania (bandiera) | C     | Uwe Seggewiß     |
| 8  | Germania (bandiera) | D     | Arthur Matlik    |
| 9  | Germania (bandiera) | A     | Michael Erzen    |
| 10 | Canada (bandiera)   | C     | Massih Wassey    |
| 11 | Germania (bandiera) | C     | Marvin Bakalorz  |
| 14 | Germania (bandiera) | C     | Julian Loose     |
| 16 | Germania (bandiera) | C     | David Lauretta   |
| 17 | Germania (bandiera) | A     | Marius Sowislo   |

| N. |                     | Ruolo | Calciatore               |
| -- | ------------------- | ----- | ------------------------ |
| 18 | Germania (bandiera) | A     | Timo Scherping           |
| 19 | Croazia (bandiera)  | C     | Ivica Ivičević           |
| 20 | Turchia (bandiera)  | C     | Mehmet Kara              |
| 21 | Germania (bandiera) | D     | Harry Pufal              |
| 22 | Germania (bandiera) | P     | David Buchholz           |
| 23 | Italia (bandiera)   | C     | Massimo Ornatelli        |
| 25 | Brasile (bandiera)  | C     | Raffael Maccauro         |
| 26 | Germania (bandiera) | P     | Kieran Schulze-Marmeling |
| 28 | Germania (bandiera) | C     | Robert Magos             |
| 29 | Brasile (bandiera)  | A     | Wilson Pereira           |
| 30 | Germania (bandiera) | D     | Jens Wissing             |
| 33 | Germania (bandiera) | A     | Jérôme Assauer           |

## Organigramma societario
Area tecnica
- Allenatore: Roger Schmidt
- Allenatore in seconda: Tobias Stock
- Preparatore dei portieri: Jörg Jüttner
- Preparatori atletici:
- Analisi video:

## Calciomercato

### Sessione estiva
| Acquisti | Acquisti                 | Acquisti            | Acquisti |
| R.       | Nome                     | da                  | Modalità |
| -------- | ------------------------ | ------------------- | -------- |
| C        | Marvin Bakalorz          | Preußen Münster U19 |          |
| P        | David Buchholz           | Bochum II           |          |
| D        | Guerino Capretti         | Delbrücker          |          |
| C        | Julian Loose             | Schalke 04 II       |          |
| D        | Harry Pufal              | MTV Gifhorn         |          |
| C        | Raffael Maccauro         | Erkenschwick        |          |
| D        | Lars Remmert             | Verl                |          |
| P        | Kieran Schulze-Marmeling | Preußen Münster U19 |          |

| Cessioni | Cessioni            | Cessioni         | Cessioni |
| R.       | Nome                | a                | Modalità |
| -------- | ------------------- | ---------------- | -------- |
| D        | Ahmed Aktas         | Hammer           |          |
| D        | Phillip Brüggemeyer | Eintracht Rheine |          |
| D        | Peter Endres        | Goslarer         |          |
| A        | Sven Krause         | Paderborn II     |          |
| P        | Max Schulze Niehues | F. Düsseldorf II |          |

### Sessione invernale
| Acquisti | Acquisti       | Acquisti  | Acquisti |
| R.       | Nome           | da        | Modalità |
| -------- | -------------- | --------- | -------- |
| A        | Jérôme Assauer | Paderborn |          |

| Cessioni | Cessioni        | Cessioni           | Cessioni |
| R.       | Nome            | a                  | Modalità |
| -------- | --------------- | ------------------ | -------- |
| C        | Selcuk Dede     | Preußen Münster II |          |
| C        | Kurtulus Öztürk | Kleve              |          |
| D        | Simon Talarek   | Preußen Münster II |          |

## Risultati

### Regionalliga ovest

#### Girone di andata
| Arbitro: | Fischer |

|                 |           |          |
| Løvenkrands 78’ | Marcatori | 60’ Kara |

| Arbitro: | Fischer |

|                    |           |  |
| Kara 53’ Erzen 66’ | Marcatori |  |

| Arbitro: | Wijnen |

|                                         |           |                                 |
| Şmïdtgal' 28’ El-Nounou 32’ Schmitz 40’ | Marcatori | 33’, 62’ (rig.) Özkara 68’ Kara |

| Arbitro: | Schriever |

|              |           |              |
| Lauretta 26’ | Marcatori | 22’ Hartmann |

| Arbitro: | Kampka |

|            |           |           |
| Schulz 64’ | Marcatori | 59’ Erzen |

| Arbitro: | Ittrich |

|                              |           |                       |
| Erzen 34’ Kara 68’ Loose 78’ | Marcatori | 35’ Gerdes 39’ Schops |

| Arbitro: | Färber |

|  |           |                                 |
|  | Marcatori | 9’ Lauretta 39’ Özkara 76’ Kara |

| Arbitro: | Kinhöfer |

|  |           |                    |
|  | Marcatori | 73’ (rig.) Uilacan |

| Arbitro: | Perl |

|                                |           |                    |
| Kara 42’ Magos 83’ Pereira 89’ | Marcatori | 54’ (rig.) Mölders |

| Magonza 29 ottobre 2008, ore 19:00 CET 10ª giornata | Magonza II | 0 – 0 referto | Preußen Münster | Stadion am Bruchweg (500 spett.)\| Arbitro: \| Wagner \| |
| Arbitro:                                            | Wagner     |               |                 |                                                          |

| Arbitro: | Wingenbach |

|                  |           |  |
| Magos 68’ (rig.) | Marcatori |  |

| Mönchengladbach 9 novembre 2008, ore 14:00 CET 12ª giornata | Borussia M'gladbach II | 0 – 0 referto | Preußen Münster | Stadion im Borussia-Park (1 114 spett.)\| Arbitro: \| Pflaum \| |
| Arbitro:                                                    | Pflaum                 |               |                 |                                                                 |

| Arbitro: | Siebert |

|                                                    |           |                    |
| Kara 1’ Loose 23’, 48’ Magos 28’ Özkara 67’ (rig.) | Marcatori | 12’ (rig.) Selmani |

| Arbitro: | Göpferich |

|            |           |  |
| Herzig 58’ | Marcatori |  |

| Arbitro: | Thielert |

|            |           |              |
| Özkara 37’ | Marcatori | 19’ Gollasch |

| Arbitro: | Steuer |

|                                  |           |           |
| Koch 10’ Kullmann 32’ Tyrała 90’ | Marcatori | 86’ Loose |

| Arbitro: | Dingert |

|  |           |             |
|  | Marcatori | 27’ Dondorf |

#### Girone di ritorno
| Arbitro: | Aarnink |

|                                 |           |  |
| Loose 22’ Seggewiß 34’ Dede 89’ | Marcatori |  |

| Arbitro: | Aytekin |

|           |           |              |
| Akçam 69’ | Marcatori | 89’ Lauretta |

| Arbitro: | Gorniak |

|          |           |                          |
| Kara 52’ | Marcatori | 8’ El-Nounou 88’ Prokoph |

| Arbitro: | Dingert |

|                   |           |  |
| Schwellenbach 50’ | Marcatori |  |

| Arbitro: | Steinhaus-Webb |

|                                        |           |                       |
| Capretti 21’ Assauer 73’ Ornatelli 84’ | Marcatori | 53’ Risser 90’ Müller |

| Arbitro: | Sönder |

|            |           |           |
| Koitka 90’ | Marcatori | 14’ Erzen |

| Arbitro: | Gagelmann |

|                       |           |  |
| Assauer 83’ Erzen 87’ | Marcatori |  |

| Arbitro: | Glasmacher |

|  |           |              |
|  | Marcatori | 62’ Lauretta |

| Arbitro: | Schempershauwe |

|  |           |                                            |
|  | Marcatori | 26’ Loose 59’ Erzen 79’ Sowislo 90’ Wassey |

| Arbitro: | Hofmann |

|  |           |                                       |
|  | Marcatori | 7’ (rig.) Vrančić 10’, 20’, 50’ Amani |

| Arbitro: | Schriever |

|             |           |                           |
| Podszus 19’ | Marcatori | 68’ Ornatelli 76’ Pereira |

| Arbitro: | Osmers |

|  |           |           |
|  | Marcatori | 29’ Kacar |

| Arbitro: | Gittelmann |

|                       |           |             |
| Schauerte 25’ Dum 30’ | Marcatori | 84’ Sowislo |

| Arbitro: | Robke |

|           |           |            |
| Erzen 56’ | Marcatori | 73’ Herzig |

| Arbitro: | Erbs |

|  |           |                      |
|  | Marcatori | 17’ Sowislo 28’ Kara |

| Arbitro: | Dankert |

|                    |           |                          |
| Erzen 50’ Kara 59’ | Marcatori | 74’ Gordon 89’ Hünemeier |

| Arbitro: | Dittrich |

|            |           |                         |
| Birdir 46’ | Marcatori | 20’ Sowislo 51’ Wissing |

### Coppa di Germania
| Arbitro: | Gagelmann |

|                                                        |                      |                                                    |
| Özkara Wissing Ivičević Loose Lauretta Talarek Remmert | Tiri di rigore 5 – 6 | Maltritz Šesták Pfertzel Ono Hashemian Fuchs Yahia |

## Statistiche

### Statistiche di squadra
| Competizione       | Punti | In casa | In casa | In casa | In casa | In casa | In casa | In trasferta | In trasferta | In trasferta | In trasferta | In trasferta | In trasferta | Totale | Totale | Totale | Totale | Totale | Totale | DR  |
| Competizione       | Punti | G       | V       | N       | P       | Gf      | Gs      | G            | V            | N            | P            | Gf           | Gs           | G      | V      | N      | P      | Gf     | Gs     | DR  |
| ------------------ | ----- | ------- | ------- | ------- | ------- | ------- | ------- | ------------ | ------------ | ------------ | ------------ | ------------ | ------------ | ------ | ------ | ------ | ------ | ------ | ------ | --- |
| Regionalliga ovest | 53    | 17      | 8       | 4       | 5       | 28      | 20      | 17           | 6            | 7            | 4            | 23           | 16           | 34     | 14     | 11     | 9      | 51     | 36     | +15 |
| Coppa di Germania  | -     | 1       | 0       | 1       | 0       | 0       | 0       | 0            | 0            | 0            | 0            | 0            | 0            | 1      | 0      | 1      | 0      | 0      | 0      | 0   |
| Totale             | 53    | 18      | 8       | 5       | 5       | 28      | 20      | 17           | 6            | 7            | 4            | 23           | 16           | 35     | 14     | 12     | 9      | 51     | 36     | +15 |

### Andamento in campionato
| Giornata  | 1 | 2 | 3 | 4 | 5  | 6 | 7 | 8 | 9 | 10 | 11 | 12 | 13 | 14 | 15 | 16 | 17 | 18 | 19 | 20 | 21 | 22 | 23 | 24 | 25 | 26 | 27 | 28 | 29 | 30 | 31 | 32 | 33 | 34 |
| --------- | - | - | - | - | -- | - | - | - | - | -- | -- | -- | -- | -- | -- | -- | -- | -- | -- | -- | -- | -- | -- | -- | -- | -- | -- | -- | -- | -- | -- | -- | -- | -- |
| Luogo     | T | C | T | C | T  | C | T | C | C | T  | C  | T  | C  | T  | C  | T  | C  | C  | T  | C  | T  | C  | T  | C  | T  | T  | C  | T  | C  | T  | C  | T  | C  | T  |
| Risultato | N | V | N | N | N  | V | V | P | V | N  | V  | N  | V  | P  | N  | P  | P  | V  | N  | P  | P  | V  | N  | V  | V  | V  | P  | V  | P  | P  | N  | V  | N  | V  |
| Posizione | 9 | 5 | 7 | 9 | 10 | 6 | 4 | 5 | 4 | 4  | 4  | 4  | 3  | 3  | 4  | 6  | 7  | 6  | 6  | 7  | 8  | 6  | 7  | 5  | 4  | 4  | 4  | 4  | 5  | 5  | 5  | 4  | 4  | 4  |

Legenda:

Luogo: C = Casa; T = Trasferta. Risultato: V = Vittoria; N = Pareggio; P = Sconfitta.

### Statistiche dei giocatori
| Giocatore            | Regionalliga ovest | Regionalliga ovest | Regionalliga ovest | Regionalliga ovest | Coppa di Germania | Coppa di Germania | Coppa di Germania | Coppa di Germania | Totale   | Totale | Totale      | Totale     |
| Giocatore            | Presenze           | Reti               | Ammonizioni        | Espulsioni         | Presenze          | Reti              | Ammonizioni       | Espulsioni        | Presenze | Reti   | Ammonizioni | Espulsioni |
| -------------------- | ------------------ | ------------------ | ------------------ | ------------------ | ----------------- | ----------------- | ----------------- | ----------------- | -------- | ------ | ----------- | ---------- |
| J. Assauer           | 14                 | 2                  | 2                  | 0                  | 0                 | 0                 | 0                 | 0                 | 14       | 2      | 2           | 0          |
| M. Bakalorz          | 18                 | 0                  | 1                  | 0                  | 0                 | 0                 | 0                 | 0                 | 18       | 0      | 1           | 0          |
| D. Buchholz          | 30                 | 0                  | 2                  | 0                  | 1                 | 0                 | 0                 | 0                 | 31       | 0      | 2           | 0          |
| G. Capretti          | 32                 | 1                  | 5                  | 0                  | 1                 | 0                 | 0                 | 0                 | 33       | 1      | 5           | 0          |
| S. Dede              | 4                  | 1                  | 0                  | 0                  | 1                 | 0                 | 0                 | 0                 | 5        | 1      | 0           | 0          |
| M. Erzen             | 33                 | 8                  | 4                  | 0                  | 1                 | 0                 | 0                 | 0                 | 34       | 8      | 4           | 0          |
| I. Ivičević          | 7                  | 0                  | 3                  | 0                  | 1                 | 0                 | 0                 | 0                 | 8        | 0      | 3           | 0          |
| M. Joswig            | 5                  | 0                  | 0                  | 0                  | 0                 | 0                 | 0                 | 0                 | 5        | 0      | 0           | 0          |
| M. Kara              | 33                 | 10                 | 4                  | 0                  | 1                 | 0                 | 0                 | 0                 | 34       | 10     | 4           | 0          |
| D. Lauretta          | 33                 | 4                  | 9                  | 0                  | 1                 | 0                 | 0                 | 0                 | 34       | 4      | 9           | 0          |
| J. Loose             | 32                 | 6                  | 2                  | 0                  | 1                 | 0                 | 0                 | 0                 | 33       | 6      | 2           | 0          |
| R. Maccauro          | 1                  | 0                  | 0                  | 0                  | 0                 | 0                 | 0                 | 0                 | 1        | 0      | 0           | 0          |
| R. Magos             | 12                 | 3                  | 1                  | 0                  | 0                 | 0                 | 0                 | 0                 | 12       | 3      | 1           | 0          |
| A. Matlik            | 32                 | 0                  | 5                  | 0                  | 0                 | 0                 | 0                 | 0                 | 32       | 0      | 5           | 0          |
| M. Ornatelli         | 33                 | 2                  | 7                  | 0                  | 1                 | 0                 | 1                 | 0                 | 34       | 2      | 8           | 0          |
| W. Pereira           | 16                 | 2                  | 3                  | 0                  | 0                 | 0                 | 0                 | 0                 | 16       | 2      | 3           | 0          |
| H. Pufal             | 1                  | 0                  | 0                  | 0                  | 0                 | 0                 | 0                 | 0                 | 1        | 0      | 0           | 0          |
| L. Remmert           | 10                 | 0                  | 1                  | 0                  | 1                 | 0                 | 0                 | 0                 | 11       | 0      | 1           | 0          |
| T. Scherping         | 2                  | 0                  | 0                  | 0                  | 0                 | 0                 | 0                 | 0                 | 2        | 0      | 0           | 0          |
| K. Schulze-Marmeling | 0                  | 0                  | 0                  | 0                  | 0                 | 0                 | 0                 | 0                 | 0        | 0      | 0           | 0          |
| U. Seggewiß          | 19                 | 1                  | 2                  | 0                  | 0                 | 0                 | 0                 | 0                 | 19       | 1      | 2           | 0          |
| M. Sowislo           | 28                 | 4                  | 2                  | 0                  | 1                 | 0                 | 1                 | 0                 | 29       | 4      | 3           | 0          |
| S. Talarek           | 11                 | 0                  | 0                  | 0                  | 1                 | 0                 | 1                 | 0                 | 12       | 0      | 1           | 0          |
| M. Wassey            | 12                 | 1                  | 1                  | 0                  | 0                 | 0                 | 0                 | 0                 | 12       | 1      | 1           | 0          |
| J. Wissing           | 30                 | 1                  | 7                  | 1                  | 1                 | 0                 | 0                 | 0                 | 31       | 1      | 7           | 1          |
| O. Özkara            | 26                 | 5                  | 5                  | 1                  | 1                 | 0                 | 0                 | 0                 | 27       | 5      | 5           | 1          |
| K. Öztürk            | 1                  | 0                  | 1                  | 0                  | 0                 | 0                 | 0                 | 0                 | 1        | 0      | 1           | 0          |